# Marit Törnqvist

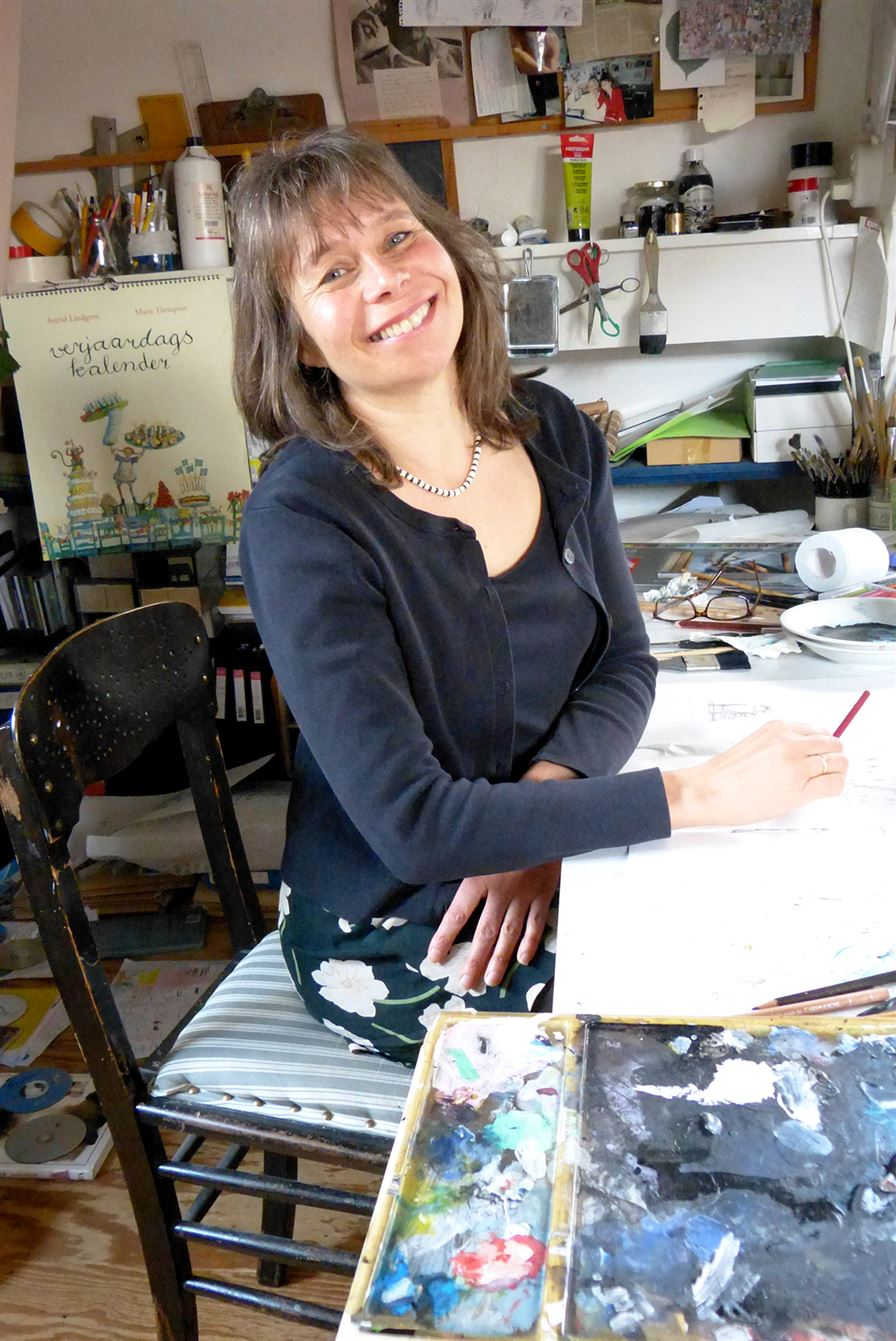
Marit Törnqvist

Marit Törnqvist (* 19. Januar 1964 in Uppsala, Schweden) ist eine schwedisch-niederländische Illustratorin für Kinderbücher, sowie Bühnenbildnerin und Autorin. Sie wurde vor allem durch ihre Zeichnungen in den Büchern von Astrid Lindgren bekannt.

## Leben und Karriere
Marit Törnqvist ist die Tochter von Egil Törnqvist, einem Professor für Skandinavistik an der Universität von Amsterdam und akademischen Literaturkritiker. Ihre Mutter ist Autorin und Illustratorin Rita Törnqvist-Verschuur.
Törnqvist zog bereits im Alter von fünf Jahren in die Niederlande, wo sie auch heute noch lebt. Ihre Mutter übersetzte die Bücher der schwedischen Kinderbuchautorin Astrid Lindgren ins Niederländische. Dadurch kam Törnqvist bereits früh in Kontakt mit Lindgrens Literatur.
Von 1982 bis 1987 studierte Törnqvist an der Gerrit Rietveld Academie, der Kunstakademie in Amsterdam. Mit ihrer Mutter illustrierte Marit Törnqvist 1989 ihr erstes Buch Der Weihnachtskarpfen (schwedisch: Julkarpen). Dieses entstand nach einem gemeinsamen Besuch in Prag in der Weihnachtszeit. Zur selben Zeit bewarb Törnqvist sich in Schweden als Illustratorin für einige der Astrid Lindgren Bücher und durfte zunächst Als der Bäckhultbauer in die Stadt fuhr (När Bäckhultarn for till stan) illustrieren. Weitere Aufträge folgten, bei denen sie eng mit der schwedischen Autorin zusammenarbeiten konnte.
1995 schrieb und illustrierte Törnqvist das Buch Eine kleine Liebesgeschichte (schwedisch: Liten berättelse om kärlek). Dieses wurde 1996 mit dem niederländischen Literaturpreis Zilveren Griffel ausgezeichnet.
Törnqvist hat zwei Töchter. Sie setzt sich beruflich und privat für geflüchtete Kinder und Erwachsene ein.

## Werke (Auswahl)

### Als Illustratorin
- Als der Bäckhultbauer in die Stadt fuhr (När Bäckhultarn for till stan, 1989, Autorin: Astrid Lindgren)
- Als Adam Engelbrecht so richtig wütend wurde (När Adam Engelbrekt blev tvärarg, 1991, Autorin: Astrid Lindgren)
- Im Land der Dämmerung (I skymningslandet, 1994, Autorin: Astrid Lindgren)
- Steine auf dem Küchenbord: Gedanken, Erinnerungen, Einfälle (Astrids klokbok 2000, Coverillustration, Autorin: Astrid Lindgren)
- Sonnenau (Sunnanäng, 2003, Autorin: Astrid Lindgren)[10]
- Eine Reise in Geschichten: von Junibacken bis Nangilima (Sagoresan, 2006, Autorin: Astrid Lindgren)
- Alle gehen schlafen (Alla ska sova 2019, Autorin: Astrid Lindgren)
- Der Weihnachtskarpfen (Julkarpen, 1989, gemeinsam mit ihrer Mutter Rita Törnqvist-Verschuur)
- Pikko, die Hexe (Pikkuhenki, 2000, Autor: Toon Tellegen)
- Größer als ein Traum (Större än en dröm, 2013, Autor: Jef Aerts)
- Das verschenkte Weinen (2018, Autor: Werner Heiduczek, Komponistin: Marion von Tilzer)
- Wie sehr ich dich mag (Jij bent de liefste, 2014, Autoren: Hans Hagen und Monique Hagen)
- Helden auf Socken (Helden op sokken, 1988, Autorin: Annie Keuper-Makkink)
- Hesters Geheimnis (Een verhaal voor Hizzel, 1994, Autor: Klaas van Assen)

### Als Autorin
- Eine kleine Liebesgeschichte (Liten berättelse om kärlek, 1995)[11]

## Auszeichnungen und Nominierungen
- 1996: Zilveren Griffel für Eine kleine Liebesgeschichte[7]
- 2016: Nominierung für den Hans Christian Andersen Preis (Endrunde)[12]
- 2018: Zilveren Griffel für Het gelukkige eiland[13]
- 2016: Astrid Lindgrens Värld-Stipendium
- 2018: Boekenpauw für Het gelukkige eiland[14]